# Tehuelche

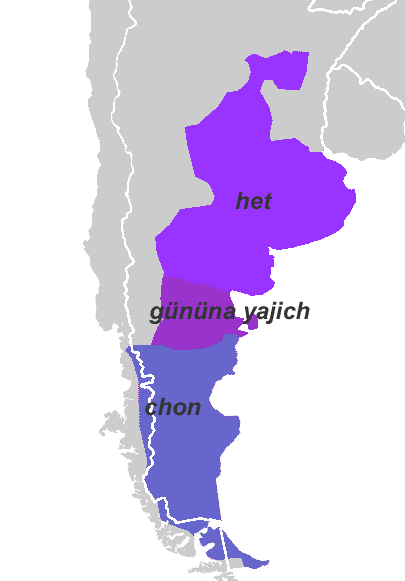
Distribuzione della lingua tehuelche, qui indicata come "chon"

I Tehuelche, chiamati anche Patagoni o  (originalmente) Chon o Chonk o Tchonk, sono una tribù di Nativi Americani stanziata in Patagonia. Erano piuttosto alti e quindi vennero conosciuti dagli europei con il nome di Giganti della Patagonia.

## Lingua
I Tehuelche parlano il Tehuelche o aonekko 'a'ien. Il primo europeo nel documentare questa storia fu Antonio Pigafetta, cronista di Magellano, nel 1520. Sebbene il numero di parlanti sia oggi molto ridotto, la comunità tehuelche (o aonekken) porta avanti un programma di recupero conosciuto come "Non mi vergogno di parlare tehuelche" (No tengo vergüenza de hablar en tehuelche - kkomshkn e wine akkwoi 'a'ien).

## Sottogruppi
Rodolfo Casamiquela, un biologo argentino, nel 1965 fece questa suddivisione, criticata ormai dagli antropologi per trattarsi di una divisione arbitraria.
- Tehuelche insulari: I Selknam (od Ona) e i Manekenk (o Haush).
- Tehuelche continentali
  - Tehuelche meridionali
    - Tehuelche meridionali boreali: dal fiume Santa Cruz al fiume Chubut: I Teushen
    - Tehuelche meridionali australi: dallo Stretto di Magellano al fiume Santa Cruz: Gli Aonikenk

  - Tehuelche settentrionali
    - Tehuelche settentrionali boreali
    - Tehuelche settentrionali australi

## Storia
Non si conosce con precisione a quale epoca risalgono i primi insediamenti umani dell'attuale Argentina, ma si sa che circa 15.000 anni fa gli uomini arrivarono in America del Sud e si diffusero in tutto il continente, differenziandosi in svariati popoli: tra questi i Chon (Tchon o Tzonk), che abitano la Patagonia.

Sebbene si dica spesso che i Chon furono chiamati "tehuelche", cioè "gente ribelle", nel XIX secolo dai Mapuche non esiste nessuna evidenza di questo fatto.  Gli Chon ( o "tehuelche") avevano instaurato rapporti di tipo commerciale con altre tribù che abitavano la Patagonia. Poi, nel XVII secolo, gli spagnoli iniziarono a colonizzare il sud argentino e si scontrarono con i Tehuelche, con i quali, dopo un periodo di convivenza, i rapporti divennero rapidamente conflittuali e diedero origine a guerre e razzie reciproche oltre che a tentativi reiterati di invasione spagnola.
Oggi i tehuelche lottano per recuperare la loro identità.

Bandiera Tehuelche: il blu del mare, il marrone della terra e in mezzo la freccia che guarda a nord, con la Croce del Sud in mezzo.

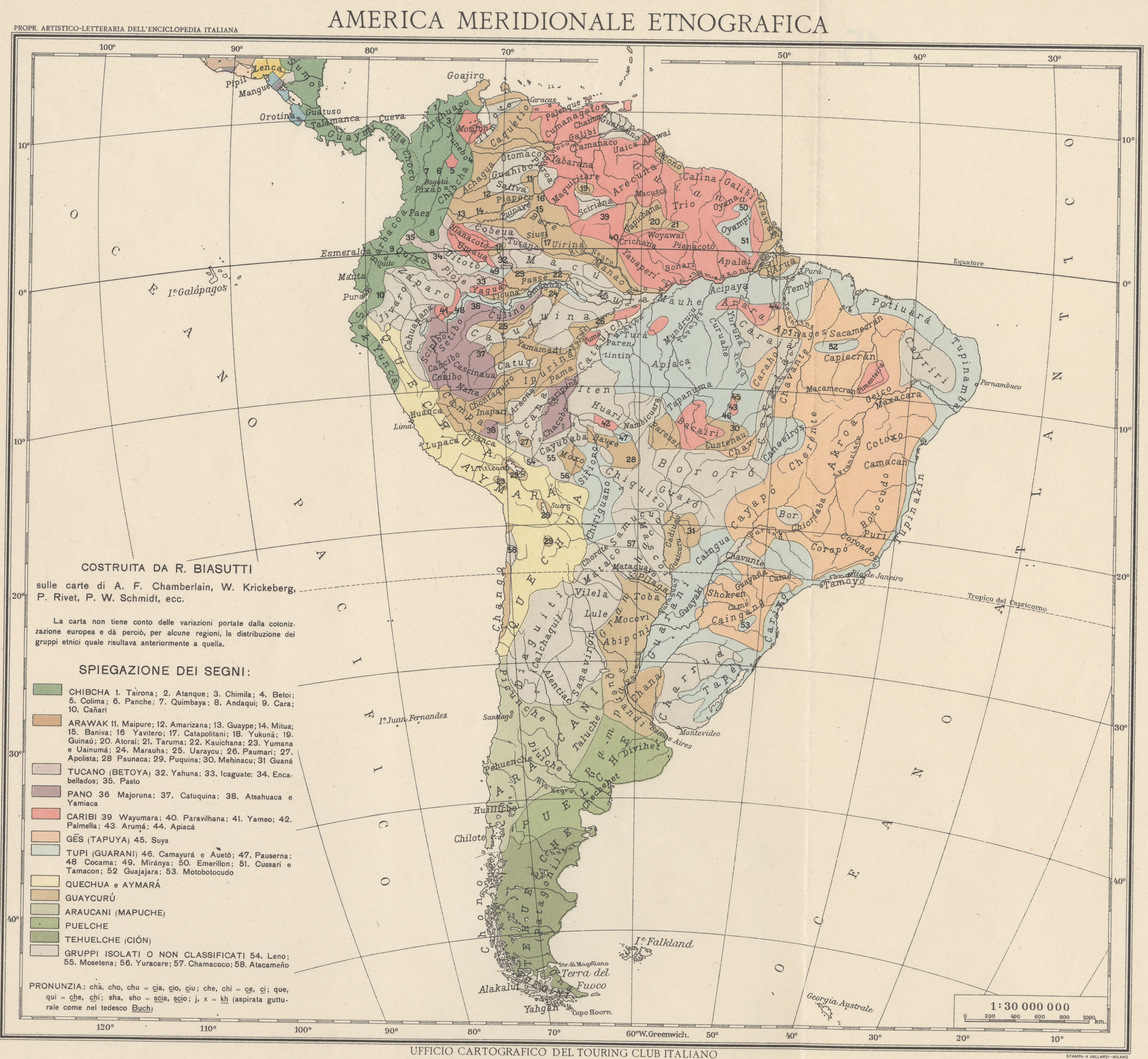
Mappa etnografica del Sud America del 1937; le popolazioni tehuelche sono evidenziate in verde scuro.

## Religione
I Tehuelche hanno tanti miti e leggende. Lo sciamano era visto come una figura centrale nella religione tehuelche. Egli aveva capacità curative che praticava attraverso gli spiriti. Credevano inoltre in un essere superiore di nome 'Elal o Kènos. Questo era stato l'origine di tutto ed aveva creato l'universo. Oggi la maggior parte di essi si considera cristiano.